# Parafia św. Kazimierza w Świnicach Warckich
Parafia Świętego Kazimierza w Świnicach Warckich – rzymskokatolicka parafia położona we wsi Świnice Warckie. Administracyjnie należy do diecezji włocławskiej (dekanat uniejowski). Jest to rodzinna parafia św.  Faustyny (Heleny Kowalskiej). Kościół parafialny stanowi Sanktuarium Urodzin i Chrztu św. Faustyny. W dniu 27 sierpnia 1905 Helena została w nim ochrzczona przez księdza Józefa Chodyńskiego.
Odpust parafialny odbywa się w święto św. Kazimierza – 4 marca.
Proboszcz
ks. mgr Janusz Kowalski (od 2005) 